# Jacques Ramade
Pour les articles homonymes, voir Ramade.
Jacques Ramade, né le 11 novembre 1928 à Noyon (Oise) et mort le 16 juillet 2013 dans le 18e arrondissement de Paris, est un chansonnier, humoriste et acteur français.
Il fut aussi chroniqueur dans les émissions de Laurent Ruquier.

## Biographie
Jacques Ramade joue comme chansonnier dans des cabarets parisiens au Caveau de la République et au Théâtre des Deux Ânes.
Il trouve la popularité à la télévision dans les années 1990 sur Antenne 2 (devenue France 2 en 1992), aux côtés de Jacques Martin dans l'émission satirique dominicale Ainsi font, font, font dans laquelle on retrouve notamment Laurent Gerra, Virginie Lemoine, Julien Courbet, Frédéric Zeitoun, Laurent Ruquier, Laurent Baffie... Grâce à cette émission, l'humoriste Laurent Ruquier l'emploiera pour des « brèves » sur France Inter, pour Ferme la fenêtre pour les moustiques durant l'été 1991, puis pour Rien à cirer.
Il participe aux adaptations télévisées en 1992 sur FR3 et en 1994 sur France 2 ainsi qu'à l'éphémère émission Les Niouzes sur TF1 en 1995. Dans cette dernière, à la suite des attentats du RER B Saint-Michel, bouteille de gaz en plateau, il explique « que c'est son meilleur moyen d'être tranquille dans le métro. » Provocation pour certains, mauvais goût pour d'autres, ce sketch démontre le côté satirique de son humour.
Côté radio, Il participe également à On va s'gêner sur Europe 1.
Au théâtre, aux côtés de Jean-Claude Brialy, il joue dans deux pièces de Sacha Guitry : en 1989 dans L'Illusionniste et dans Mon père avait raison en 1999 au théâtre des Bouffes-Parisiens.
Il meurt dans la nuit du 16 juillet 2013, à l'âge de 84 ans, des suites d'une longue maladie. Il a eu deux enfants. Il est inhumé au cimetière parisien de Saint-Ouen (Seine-Saint-Denis).

## Théâtre
- 1956 : L'Œuf de Félicien Marceau, mise en scène André Barsacq, théâtre de l'Atelier
- 1959 : L'Œuf de Félicien Marceau, mise en scène André Barsacq, théâtre des Célestins
- 1960 : L'Étouffe-Chrétien de Félicien Marceau, mise en scène André Barsacq, théâtre de la Renaissance
- 1962 : Les Joyeuses Commères de Windsor de William Shakespeare, mise en scène Guy Lauzin, théâtre de l'Ambigu
- 1962 : L'École des femmes de Molière, mise en scène Pierre Dux, théâtre de l'Œuvre
- 1963 : Sémiramis de Marc Camoletti, mise en scène Michel de Ré, théâtre Édouard-VII
- 1963 : L'École des femmes de Molière, mise en scène Pierre Dux, théâtre des Célestins
- 1965 : Madame Princesse de Félicien Marceau, mise en scène de l'auteur, théâtre du Gymnase
- 1966 : Madame Princesse de Félicien Marceau, mise en scène de l'auteur, théâtre des Célestins
- 1968 : La Facture de Françoise Dorin, mise en scène Jacques Charon, théâtre du Palais-Royal
- 1970 : L'Enterrement d'Henry Monnier, mise en scène André Barsacq, théâtre de l'Atelier
- 1972 : Mais qu'est-ce qui fait courir les femmes la nuit à Madrid ? d'après Pedro Calderón de la Barca, mise en scène Maurice Ducasse, Festival du Marais
- 1972 : L'Ouvre-boîte de Félicien Marceau, mise en scène Pierre Franck, théâtre de l'Œuvre
- 1973 : Mais qu'est-ce qui fait courir les femmes la nuit à Madrid ? d'après Pedro Calderón de la Barca, mise en scène Maurice Ducasse, théâtre de l'Athénée
- 1973 : L'Homme en question de Félicien Marceau, mise en scène Pierre Franck, théâtre de l'Atelier
- 1974 : Et à la fin était le bang de René de Obaldia, mise en scène Pierre Franck, théâtre de l'Atelier
- 1989 : L'Illusionniste de Sacha Guitry, mise en scène Jean-Luc Moreau, théâtre des Bouffes-Parisiens
- 1994 : Le Bal des voleurs de Jean Anouilh, mise en scène Jean-Claude Brialy, Festival d'Anjou
- 1998 : Mon père avait raison de Sacha Guitry, mise en scène Jean-Claude Brialy, théâtre des Célestins
- 1999 : Mon père avait raison de Sacha Guitry, mise en scène Jean-Claude Brialy, théâtre des Bouffes-Parisiens
- 2011 : Parce que je la vole bien ! de Laurent Ruquier, mise en scène Jean-Luc Moreau, théâtre Saint-Georges

## Filmographie
- 1963 : La Belle Vie de Robert Enrico
- 1964 : Rocambole de Jean-Pierre Decourt : L'héritage mystérieux (#1.1) : Guignon
- 1965 : Rocambole de Jean-Pierre Decourt : La belle jardinière (#1.3) : Guignon
- 1965 : Le Théâtre de la jeunesse : Sans-souci ou Le Chef-d'œuvre de Vaucanson d'Albert Husson, réalisation de Jean-Pierre Decourt : le valet
- 1965 : Fifi la plume d'Albert Lamorisse
  - Seule à Paris de Robert Guez (série télévisée)
- 1966 : Le Théâtre de la jeunesse : L'Homme qui a perdu son ombre d'Adelbert von Chamisso, réalisation de Marcel Cravenne
- 1966 : Comment voler un million de dollars de William Wyler
- 1966 Les Compagnons de Jehu de Michel Drach (série télévisée) Jules, le marié
- 1968 : Au théâtre ce soir : Les Compagnons de la marjolaine de Marcel Achard, mise en scène de Robert Manuel, réalisation de Pierre Sabbagh, Théâtre Marigny : Cartahutj
- 1969 : Clérambard d'Yves Robert
- 1970 : Le Cinéma de papa de Claude Berri : Le clapman
- 1972 : L'Œuf (de Félicien Marceau), film de Jean Herman : un employé de Dufiquet
- 1973 : Les grands sentiments font les bons gueuletons de Michel Berny
- 1974 : Mais qu'est-ce qui fait courir les femmes à Madrid ? (téléfilm) : le bourgeois
- 1974 : Un nuage entre les dents de Marco Pico : l'épicier
  - Bons baisers... à lundi de Michel Audiard : Édouard-Albert D'Hervieu
- 1975 : Dupont Lajoie d'Yves Boisset : un ivrogne
- 1975 : Au théâtre ce soir : La Facture de Françoise Dorin, mise en scène Jacques Charon, réalisation de Pierre Sabbagh, Théâtre Édouard VII : Jo
- 1976 : Au théâtre ce soir : Am-stram-gram d'André Roussin, mise en scène Claude Nicot, réalisation de Pierre Sabbagh, Théâtre Édouard VII : Blaise
- 1976 : Le Trouble-fesses de Raoul Foulon : Bertrand
- 1977 : Le Juge Fayard dit Le Shériff d'Yves Boisset : le pompiste
  - Gloria de Claude Autant-Lara
- 1978 : L'Argent des autres de Christian de Chalonge
  - Les Givrés de Alain Jaspard : Le barman
- 1979 : Histoires de voyous : Les marloupins d'Yves Boisset (téléfilm)
- 1979 : La Frisée aux lardons : René
  - Le Maître-nageur de Jean-Louis Trintignant : un candidat du marathon nautique
  - Comment passer son permis de conduire de Roger Derouillat : Jules Pommier
- 1980 : Les Aventures d'Yvon Dikkebusch (téléfilm)
  - Petit déjeuner compris de Michel Berny (feuilleton télévisé)
- 1980 : Le Guignolo de Georges Lautner : le serveur qui tousse
  - Comment passer son permis de conduire : Jules Pommier
  - Les Charlots contre Dracula de Jean-Pierre Desagnat et Jean-Pierre Vergne
- 1981 : Cinq-Mars (téléfilm) : le juge
- 1982 : Paris-Saint-Lazare de Marco Pico (feuilleton télévisé)
  - La Marseillaise (téléfilm) : le nouveau caissier
- 1984 : Manipulations (téléfilm)
- 1987 : La Vie dissolue de Gérard Floque de Georges Lautner : Fulbert Maubec
  - Il est génial papy ! de Michel Drach (1987) : l'employé RATP
- 1991 : On peut toujours rêver de Pierre Richard : l'homme dans l'ascenseur
- 1991 : Marc et Sophie (série télévisée), épisode C'est pas volé
- 1995 : Les Niouzes (émission télévisée)
- 2003 : La Prophétie des grenouilles de Jacques-Rémy Girerd : voix des cochons
- 2010 : Une vie de chat d'Alain Gagnol et Jean-Loup Felicioli : voix d'un gangster